# Hougomont
Hougomont var en fyrmastad stålbark som byggdes 1897 av Scotts Shipbuilding & Engineering Co. i Greenock på Skottlands västkust. Hon seglade i egenskap av fraktbärande skolskepp under engelsk flagg till 1924, då hon köptes av Gustaf Eriksons rederi i Mariehamn. Hon fraktade bland annat trävaror, stenkol, guano och vete. Efter ett rigghaveri 1932 blev hon vågbrytare i Stenhouse Bay i Australien.

## Historia
Hougomont var otursförföljd. 1910 sköljdes nio män överbord då en jättevåg slog över hennes akterdäck i en orkan. Fem man sköljdes av nästa våg tillbaka ombord, men de återstående fyra försvann. I november 1927 skadades hennes rigg i Biscayabukten och hon tog i nödhamn i Lissabon där hon reparerades för att sedan fortsatta sin seglats till Melbourne. 1931 trasades hennes segel sönder i en storm nära Kap Horn.

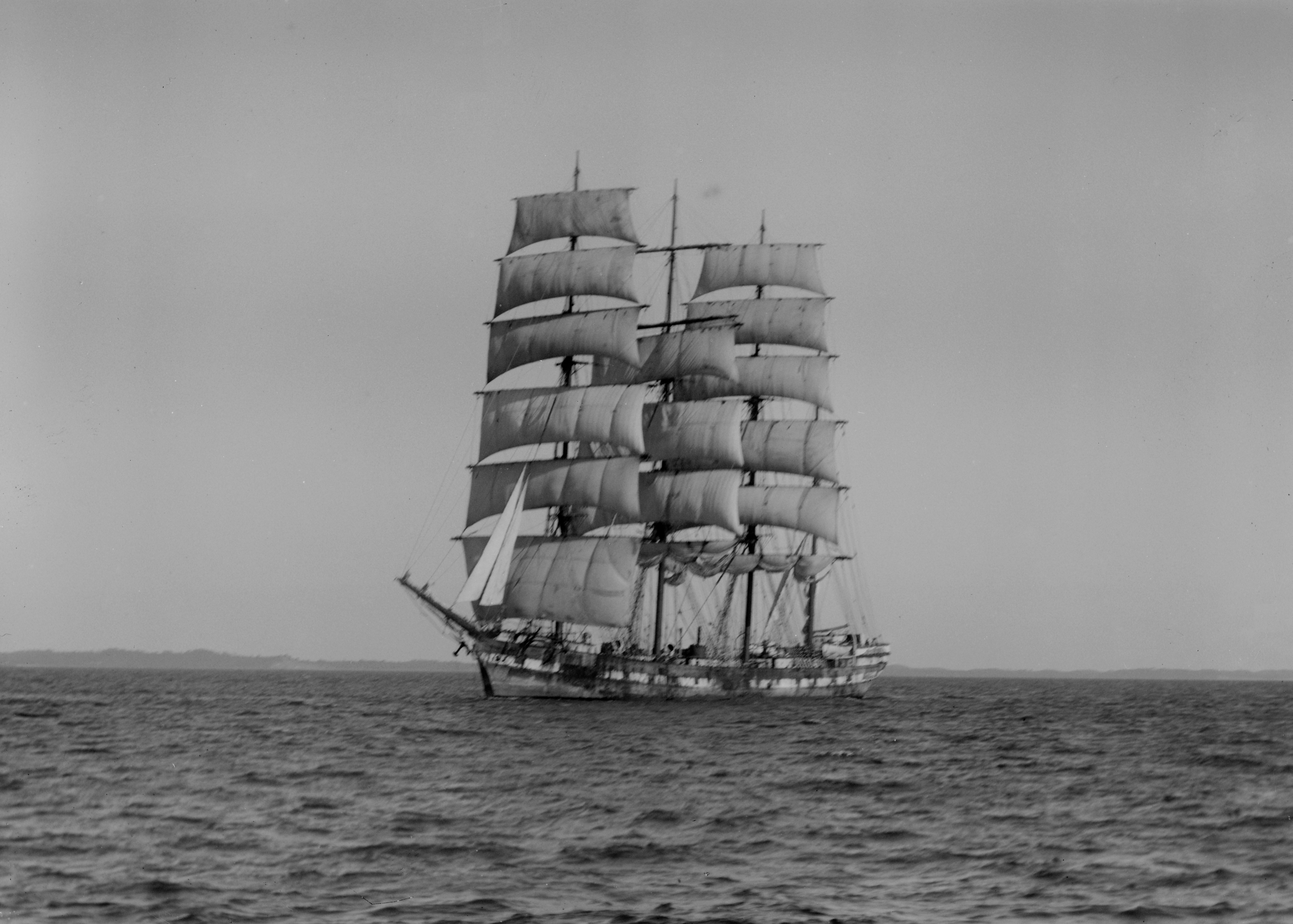
Hougomont till sjöss.

Den 20 april 1932 klockan 01:00 bröt en kastvind flera av hennes master i en storm på Antarktiska oceanen, 850 km söder om Cape Borda i södra Australien. Det var då den 111 dagen till sjöss, på väg till Port Lincoln i Spencer Gulf, väst om Adelaide. Skeppet fortsatte att skadas i stormen av den brustna riggen och det tog besättningen trettio timmar att frigöra dem. En ångbåt i närheten fick sikte på henne och telegraferade om sjönöden till Adelaide, varifrån bogseringsångbåten Wato skickades till undsättning. När denne nådde Hougomont hade besättningen dock lyckats skapa en nödrigg (eng. jury rig) och seglade sakta framåt, och hon vägrade Watos hjälp eftersom kaptenen ville undvika räddningsavgiften.
19 dagar senare, den 8 maj, nådde hon hamnen i Semaphore i Adelaide, där det bestämdes att skadorna var för dyra att reparera, så allt användbart avlägsnades från henne och skeppades i december samma år till Mariehamn på ett annat av Eriksons barkskepp, Herzogin Cecilie. Det tomma skrovet bogserades i januari 1933 av Wato till Stenhouse Bay väst om Adelaide där hon den 8 januari borrades i sank för att fungera som vågbrytare för hamnen.
Hon hade en besättning på 24 man och hennes sista kapten hette Ragnar Lindholm. Hougomont bör inte förväxlas med Hougoumont, en betydligt mindre, tremastad fregatt som byggdes 1852. Hon hade även två systerskepp: Nivelle, som strandade 1906, samt Archibald Russell. Namnet Hougomont kommer från Château d'Hougoumont, platsen där slaget vid Waterloo fördes.

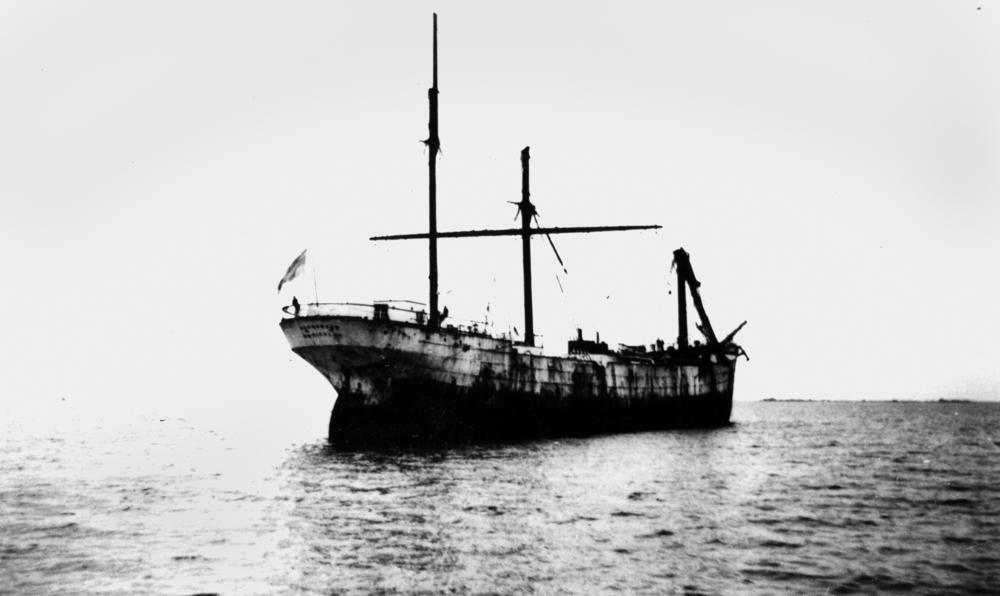
Hougomont efter stormen 1932.

Under sin livstid seglade hon bland annat till Peru, Florida, Kanada, Australien, England, Irland, Sverige och Sydvästafrika.

## Nuläge
Hougomont ligger idag på nio meters djup I Stenhouse Bay där hon sänktes. Fören och aktern står ännu upprätt men resten av skrovet har till stor del fallit samman. Hennes galjonsfigur finns på Ålands sjöfartsmuseum. En miniatyrmodell av skeppet finns i privat ägo på en gård i Hausjärvi, Finland.

## Tekniska data
Vikt: 2428 ton

Dimensioner: 89 x 13,2 x 7,3 m

Material: järn, stål

Sjösättningsdatum: 3 juni 1897

Lastförmåga: 4000 ton dödvikt, 48700 säckar vete

Ballast: 1200 ton (sand)